# Pillnitz-erklæringen
Pillnitz-erklæringen var en erklæring på fem sætninger udstedt den 27. august 1791 på Pillnitz Slottet nær Dresden (Sachsen) af Frederik Vilhelm d. 2. af Preussen og den Habsburgske tysk-romerske kejser Leopold d. 2., som var Marie Antoinettes (franske dronning) bror. I erklæringen blev der udtrykt fælles støtte fra det Tysk-Romerske Kejserrige og Preussen til kong Ludvig XVI d. 16. af Frankrig mod den franske revolution.

## Baggrund
Siden den franske revolution i 1789 var Leopold blevet mere og mere bekymret over sikkerheden for sin søster, Marie Antoinette, og hendes familie. Samtidig var LeopOld af den overbevisning, at enhver indgriben i franske anliggender ville øge denne sikkerhedstrussel. Mange franske aristokrater var flygtet fra Frankrig og havde taget ophold i nabolandene, hvorfra de spredte frygt for revolutionen og agiterede for udenlandsk støtte til Ludvig XVI. Efter Ludvig og hans families mislykkede forsøg på at flygte fra Paris i juni 1791 – kendt som Flugten til Varennes – var de, efter at være blevet returneret til Paris, holdt under væbnet bevogtning. Den 6. juli 1791 udsendte Leopold Padua-cirkulæret, hvor han opfordrede Europas stater til at slutte sig til ham og kræve Ludvigs frihed.

## Formål
Med en opfordring til europæiske magter om at gribe ind, hvis Ludvig blev truet, var erklæringen beregnet til at tjene som en advarsel til de franske revolutionære om at stoppe med at krænke kongens beføjelser og tillade hans genoptagelse af magten.
I erklæringen stod der, at Østrig ville gå i krig, hvis – og kun hvis – alle de andre europæiske stormagter også gik i krig mod Frankrig. Leopold valgte denne formulering, for ikke at tvinge ham selv til at gå i krig. Han vidste, at den britiske premierminister, William Pitt, ikke støttede krig mod Frankrig. Leopold udstedte kun erklæringen for at imødekomme de franske emigranter, der havde søgt tilflugt i hans land og opfordrede til fremmed indblanding i deres hjemland.
Selve Pillnitz-konferencen beskæftigede sig hovedsageligt med det polske spørgsmål og Østrigs krig mod Det Osmanniske Rige.

## Konsekvenser
Frankrigs nationalforsamling fortolkede erklæringen således, at Østrig og Preussen truede revolutionen. Denne trussel afstedkom en radikalisering af de franske revolutionære og øgede spændingerne. Nationalforsamlingen stemte for den franske annektering af Comtat Venaissin, inklusive Avignon fra de pavelige stater, i september 1791. Østrig og Preussen vedtog en defensiv alliance i februar 1792. Radikale franskmænd, der opfordrede til krig, såsom Jacques Pierre Brissot, brugte Pillnitz-erklæringen som et påskud for at få indflydelse og erklære krig den 20. april 1792, hvilket førte til kampagnerne i 1792 i de franske revolutionskrige.